# آلفا رومئو ۱۴۷

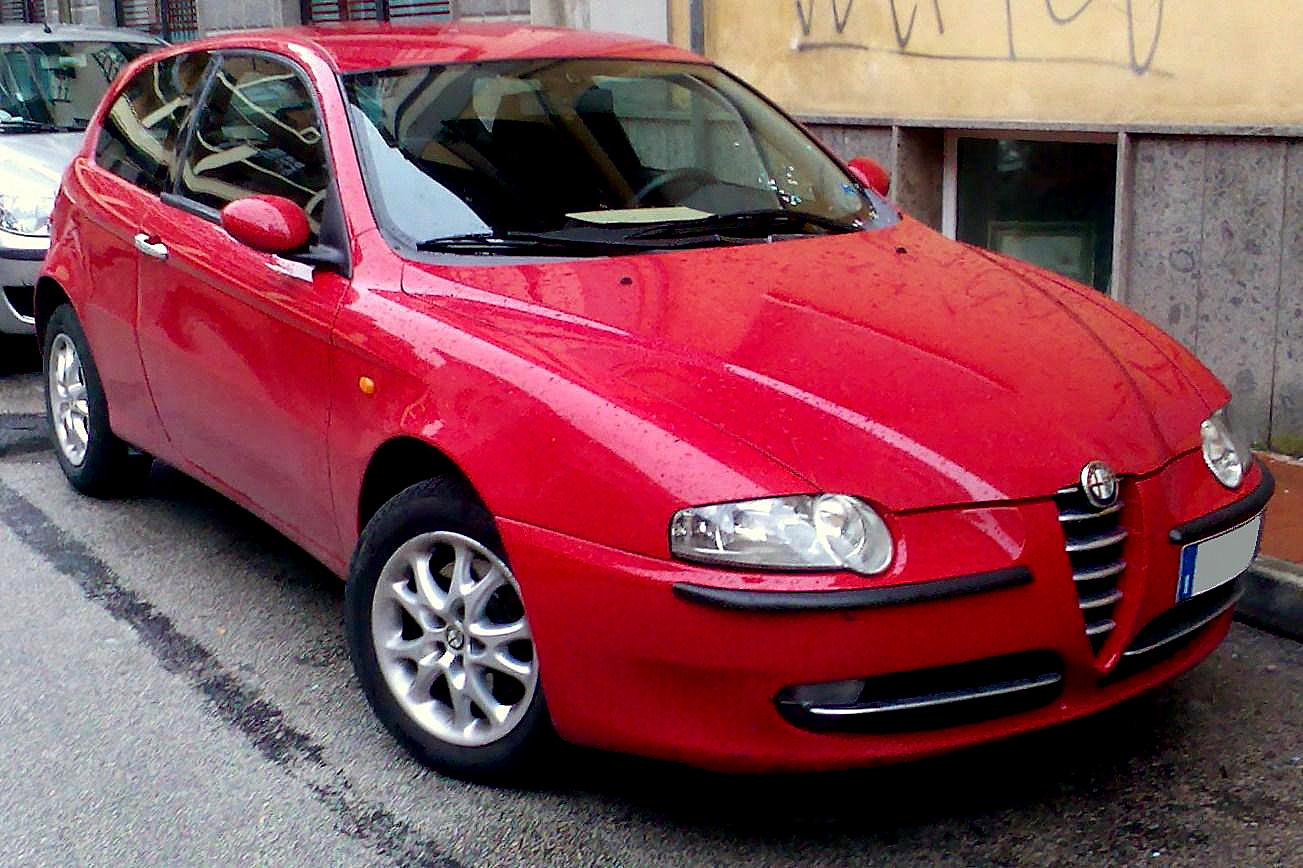

آلفارومئو ۱۴۷ (Alfa Romeo ۱۴۷) خودرویی است که در سال‌های ۲۰۰۰ تا ۲۰۱۰در ایتالیا تولید شده‌است.
این خودرو در کلاس خودرو کامپکت قرار گرفته و طراحی آن خودروهای موتور جلو-محور جلو بوده طول آن در حالت طبیعی ۴٬۲۲۳ میلیمتر (۱۶۶٫۳ اینچ) و عرض آن در حالت طبیعی ۱٬۷۲۹ میلیمتر (۶۸٫۱ اینچ) است. سیستم جعبه‌دندهٔ آن ۶ دنده به صورت دستی است.